# Campoletis vimmeri
Campoletis vimmeri là một loài tò vò trong họ Ichneumonidae.